# 皮埃尔·巴泰勒米

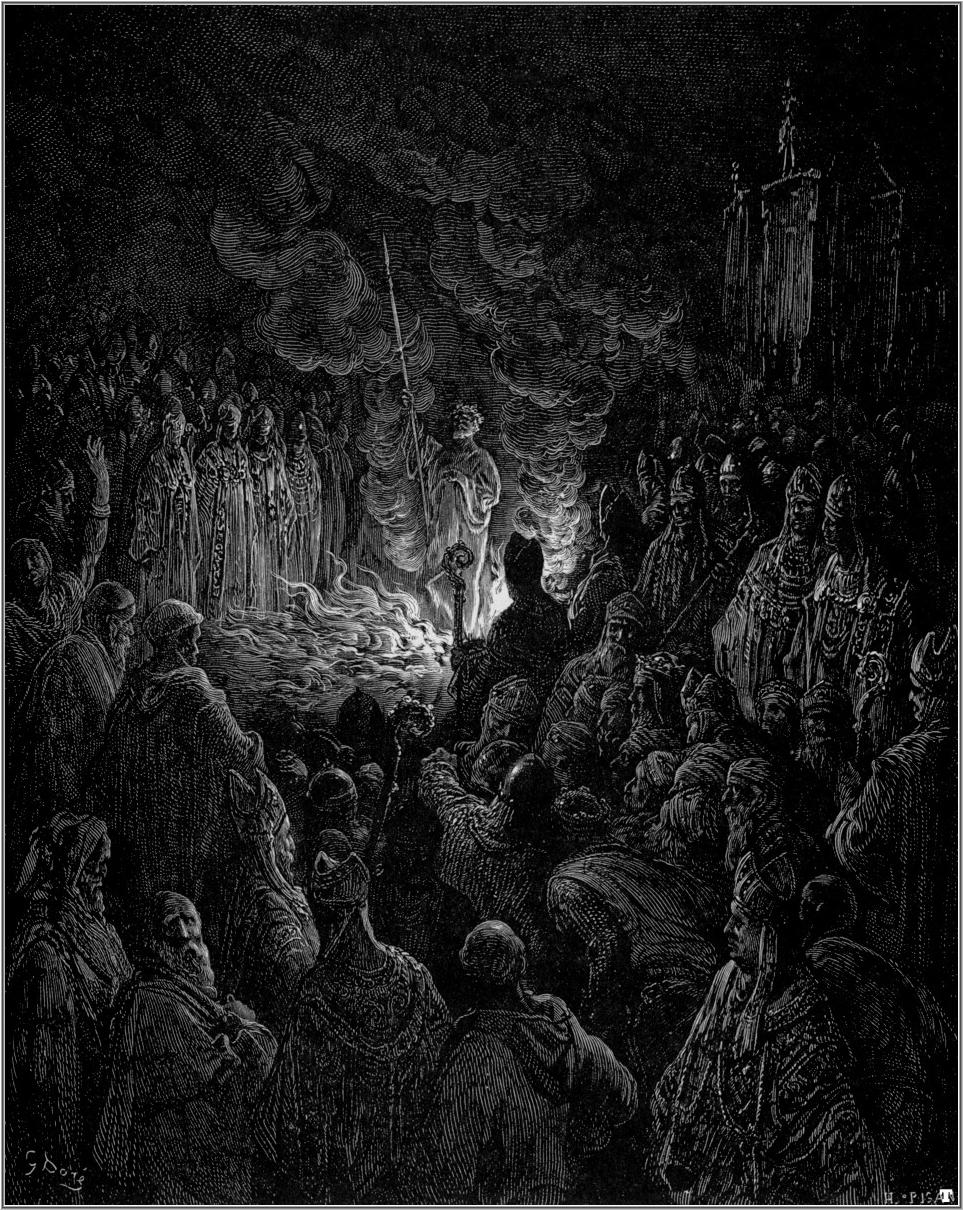
《正在經歷烈火考驗的巴塞羅謬》（古斯塔夫·多雷）

皮埃尔·巴泰勒米（法語：Pierre Barthélemy，？—1099年4月20日）是一名法國士兵和神秘主義者，他曾作為聖吉勒的雷蒙軍隊的一員參加第一次十字軍東征。巴泰勒米最初是庫恩拉特領主威廉的僕人。

## 神祕主義
據稱1097年12月，巴泰勒米在安條克圍城戰期間開始出現幻覺，其中大部分是關於聖安得烈的。巴泰勒米聲稱聖安得烈把他帶到安條克內的聖彼得教堂，並向他展示可以找到聖槍遺物的地方。聖安得烈指示彼得將此事告訴十字軍領袖，並在找到聖槍後將其交給聖吉勒的雷蒙。巴泰勒米沒有立即通知雷蒙或其他領導人，在1098年6月之前又被探望了四次。1098年2月，他開始失明，可能是因為十字軍遭受飢荒，儘管他相信是聖安得烈正在懲罰他。
十字軍佔領安條克後，巴泰勒米和雷蒙德開始挖掘教堂的地板。1098年6月14日，巴泰勒米顯然發現了聖槍，並聲稱當晚聖安德烈再次拜訪了他，告訴他要為這一發現設立一個節日。許多人，包括教皇公使勒皮主教阿希馬爾都認為彼得是個江湖騙子，只是帶了一塊鐵來「發現」而已。1098年阿希馬爾去世後，巴泰勒米說阿希馬爾拜訪他，確認了聖槍的真實性。
聖槍的發現最初被認為是一個好預兆，當十字軍被穆斯林軍隊圍困時，它鼓舞了十字軍的士氣。正如聖安德烈所承諾的那樣，聖槍確保了十字軍在這次圍攻中的勝利。儘管如此，巴泰勒米的聲譽還是受到損害，因為許多貴族仍然不相信他。沒有了阿希馬爾的神學力量來統一十字軍，他們的部隊分裂成意見不一的團體，其中一些支持前往聖地途中所經歷的奇蹟的合法性，而另一些則不支持。在這個時代，江湖騙子和虛假神蹟屢見不鮮。他後來聲稱耶穌曾拜訪過他，並指示十字軍赤腳向耶路撒冷進發，但這一說法在很大程度上被忽視了。來自耶穌、聖安德烈、阿希馬爾和其他人的其他幻象揭示了神對十字軍各種罪惡和惡行的憤怒。
1099年4月8日，巴泰勒米為了證明自己而選擇經歷一場烈火審判。他很有可能在這過程中被嚴重燒傷，儘管他聲稱因為耶穌在火中向他顯現，自己當時並沒有受傷，他是後來人群衝向他時受的傷，然後被雷蒙·皮萊·阿萊斯救出。他於4月20日去世。

## 大眾文化
在2001年電影《十字軍樂團》中，皮埃尔·巴泰勒米由法拉維歐·因辛納飾演。

## 備註
1. ↑  Runciman (1987), pp. 241–243.
2. ↑  Runciman (1987), p. 245.
3. ↑  Kostick, Conor. . . Brill. 2008: 51–94. ISBN 9789004166653. JSTOR 10.1163/j.ctt1w8h1gw.7.
4. ↑  Runciman (1987), p. 246.
5. ↑  Runciman (1987), pp. 273–274.

## 延伸閱讀
- Anonymi Gesta Francorum et Aliorum Hieorsolimitorum (ed. L. Bréhier as Histoire Anonyme de la première Croisade). Paris: 1924.
- Asbridge, Thomas. "The Holy Lance of Antioch: Power, Devotion and Memory on the First Crusade", Reading Medieval Studies 33 (2007), 3–36.

## 外部連結
- 维基共享资源上的相關多媒體資源：皮埃尔·巴泰勒米